# Salina (Malta)
Salina è un villaggio del consiglio locale di Naxxar, sull'isola di Malta. Salina confina con Baħar Iċ-Ċagħaq, Magħtab, Naxxar e la Baia di San Paolo. Salina è nota soprattutto per le sue saline e per le omonime catacombe.

## Frazioni di Salina (Is-Salini)
- Tal-Latmija
- Salini Bay
- San Mikiel